# Selecció catalana de rugbi XV
La Selecció catalana de rugbi és l'equip nacional i representatiu de rugbi de Catalunya. Està organitzada per la Federació Catalana de Rugbi i porta en actiu des del 1923. El 14 d'abril del 1934 va debutar com a internacional amb un empat a 5 al Camp de les Corts contra Itàlia.
Com a membre fundador de la Federació Internacional de Rugbi Amateur (FIRA), la selecció catalana va competir oficialment fins al 22 de febrer de 1941, quan va ser suprimida pel franquisme. Actualment s'està treballant perquè aquesta oficialitat pugui ser restablerta, tot i l'oposició de la federació espanyola i el CSD.
La federació catalana considera que mai va ser expulsada de la internacional i, per tant, va recórrer al Tribunal d'Apel·lació després que el 16 de desembre del 2008, a París, es fallés en primera instància en contra de l'admissió en considerar que la catalana és una entitat diferent.
La sentència del Tribunal d'Apel·lació ha estat desfavorables als interessos de la Federació Catalana en una sentència on es dona valor a una decisió d'un règim feixista.

## Història
Gràcies als drets que li reconeixia l'Estatut d'Autonomia de 1932 en temes esportius, l'any 1934 la Federació Catalana va ser una de les fundadores de la Federació Internacional de Rugbi Amateur (FIRA) a París, juntament amb les federacions de França, Itàlia, Alemanya, Txecoslovàquia i Romania. Aquesta posició de fundadora i membre de ple dret va provocar un incident polític-esportiu notable a l'època. La Federació Espanyola va protestar perquè també en volia formar part i, gràcies a la mediació de la federació catalana, va entrar-hi com a federació adherida. Malgrat això es produí un gran malestar a Madrid i la Federació Espanyola va expulsar la Catalana de les competicions estatals. Catalunya va haver d'organitzar la seva pròpia competició i diferents partits oficials internacionals de la selecció catalana contra les seleccions de França i Itàlia. Aquesta independència esportiva es prolongà fins al 1940, any en què es prohibí dins del conjunt de mesures repressores de la dictadura de Francisco Franco.
El primer partit de la selecció catalana de Rugbi data del 1923,contra el Toulouse Lalande Olympique al camp de l'Hipòdrom de Can Tunis, perdent per 0-9. Com a selecció reconeguda internacionalment va disputar diversos partits. El 14 d'abril de 1934, davant més de 15.000 espectadors congregats a l'estadi de Les Corts, van empatar amb Itàlia (5-5), i el 27 de maig del mateix any Catalunya va caure davant la potent selecció francesa (15-22).

## Partits internacionals de la selecció

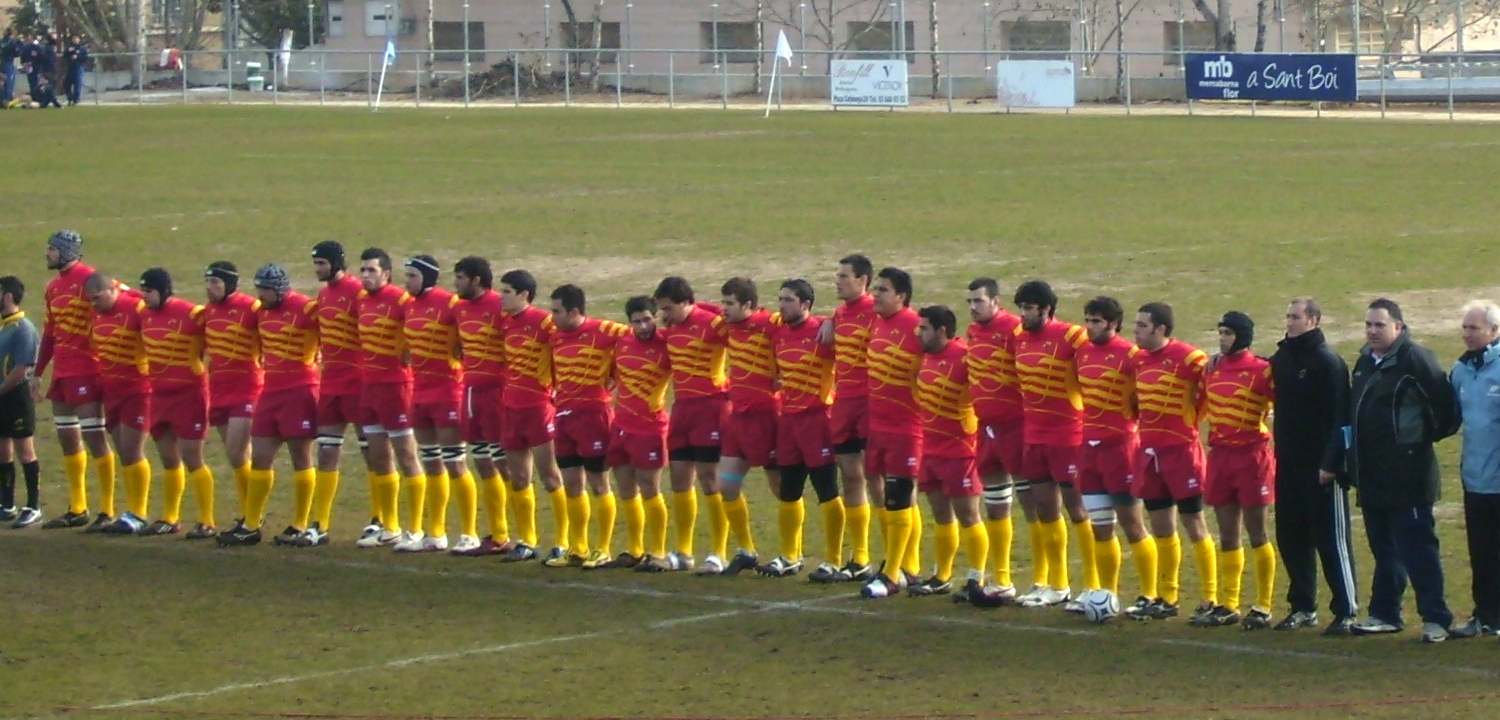
Partit contra Suècia, 2010

Al llarg de la història la selecció catalana ha disputat molts partits internacionals. El darrer partit va ser contra Suècia, el 5 de març del 2023 al camp de la Foixarda.

## Jugadors

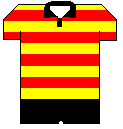
Samarreta anterior. Durant més de 50 anys la samarreta va ser de color gris, sovint amb una banda horitzontal central amb la senyera

Seleccionats últim partit jugat el 5 de març de 2023.
| #  | Nom               | Club             |
| -- | ----------------- | ---------------- |
| 1  | Joan López        | UE Santboiana    |
| 2  | Xavi Cebrian      | FC Barcelona     |
| 3  | Sergi Coma        | UE Santboiana    |
| 4  | Andy García       | CN Poble Nou     |
| 5  | Nico Borrazas     | FC Barcelona     |
| 6  | Rubén Sanz        | Recoletas Burgos |
| 7  | Marc Palomar      | UE Santboiana    |
| 8  | Baptiste Bougeard | FC Barcelona     |
| 9  | Arti Kovalenko    | BUC              |
| 10 | Marcel Sirvent    | UE Santboiana    |
| 11 | Hugo Pichot       | UE Santboiana    |
| 12 | Joan Losada (C)   | FC Barcelona     |
| 13 | Dani Barranco     | FC Barcelona     |
| 14 | Pau Aira          | FC Barcelona     |
| 15 | Pablo Ortiz       | FC Barcelona     |
| 16 | Óscar Mato        | RC l'Hospitalet  |
| 17 | Tim Vilaseca      | CN Poble Nou     |
| 18 | Víctor Garro      | FC Barcelona     |
| 19 | Arnau Ojeda       | RC Sitges        |
| 20 | Aitor Sànchez     | CN Poble Nou     |
| 21 | Ignasi Carbonell  | UE Santboiana    |
| 22 | Francesc Satoca   | UE Santboiana    |
| 23 | Zak Chambers      | UE Santboiana    |
| 24 | Felipe Alegria    | FC Barcelona     |
| 25 | Noah Cánepa       | Recoletas Burgos |

Altres jugadors:
- Alfons Martínez (UE Santboiana)
- Carles Badia (UE Santboiana)
- Oriol Garcia (UE Santboiana)
- Vicenç Lazaro (UE Santboiana)
- Oriol Ripol (BUC, UE Santboiana, Sale Sharks)
- Ferran Velazco (UE Santboiana)
- Víctor Marlet (UE Santboiana)
- José Luís Juidias (UE Santboiana)
- Ermengol Alemany (BUC, RC Cornellà)
- Gerard Mayol (USAP-Barcelona)
- Sergi Morera (CE Universitari)
- Cristian Martin (UE Santboiana)
- Isaac Moreno (RC Cornellà)
- Sergi Guerrero (Montjuïc, USAP-Barcelona, UE Santboiana]
- Dani Iglesias (CN Barcelona)
- Llorenç Gállego (CN Barcelona, Sant Joan XV/69, USAP-Barcelona)
- Juan Carlos Igueras (CN Barcelona)
- Ignasi Planas (CN Barcelona)
- Antonio Carretero (CN Barcelona, CNP Enginyers)

Per la selecció també poden ser seleccionats el jugadors nord-catalans del USAP de Perpinyà i de l'Amatori Rugby Alghero de l'Alguer